# Friedrich von Lindequist

Friedrich von Lindequist

Wilhelm Friedrich (Fritz) Ferdinand Olof von Lindequist (* 15. September 1862 in Wostevitz auf Rügen; † 15. Juni 1945 auf Gut Macherslust bei Eberswalde-Finow) war ein  Kolonialbeamter des Deutschen Reiches.

## Herkunft
Seine Eltern waren der Landwirt Olof von Lindequist (* 23. Juli 1824; † 30. November 1902) und dessen Ehefrau Anna Hoffmann (* 28. August 1834; † 9. November 1909). Sein Bruder Arthur Axel Heinrich August (* 17. Oktober 1855; † 1. November 1937) wurde preußischer Generalmajor.

## Erste Ämter
Lindequist wurde 1892 preußischer Regierungsassessor in der Kolonialabteilung des Auswärtigen Amtes. Ende 1893 kam er nach Deutsch-Südwestafrika. Er diente dort als Mitarbeiter des Landeshauptmanns und späteren Gouverneurs Theodor Leutwein und leitete das neu geschaffene Regionalbüro in Windhoek, das für die Verwaltung eines Drittels der Kolonie zuständig war. Ab dem folgenden Jahr hatte er auch ein Richteramt inne, 1896 stieg er zum ständigen Vertreter Leutweins im Rang eines Regierungsrats auf. Ab 1900 arbeitete Lindequist als Verwaltungschef des deutschen Generalkonsulats in Kapstadt, zwei Jahre später wurde er dort Generalkonsul.

## Gouverneur in Deutsch-Südwestafrika
Im November 1905 trat Lindequist in der Endphase des Herero-Aufstands als Gouverneur von Deutsch-Südwestafrika die Nachfolge Lothar von Trothas an. Zuvor hatte er zur Bedingung gemacht, dass von Trotha auch das Kommando über die Schutztruppe entzogen werden müsse, was dann auch geschah. Lindequist sah in der kompromisslosen Haltung von Trothas einen wichtigen Grund für die Eskalation des Aufstands. Lindequist war der erste zivile Gouverneur der deutschen Kolonie. Die vorherigen Gouverneure waren zugleich auch Kommandeure der Schutztruppe gewesen. 1906 erhielt Lindequist die Ehrendoktorwürde der Universität Greifswald.
Unter Lindequist endeten die letzten Kämpfe zwischen der Schutztruppe und den geschlagenen Aufständischen. Er bemühte sich unter Vermittlung durch Missionare um eine Rückkehr geflohener Herero, die er als Arbeitskräfte für die Steigerung der landwirtschaftlichen Produktion für notwendig hielt. Zunächst ließ er die Rückkehrer in Konzentrationslager internieren. Am 31. März 1907 endete der Kriegszustand offiziell.
Lindequist setzte im Frühjahr 1908 eine neue „Eingeborenenverordnung“ in Kraft, die den Herero unter anderem den Besitz von Vieh und Land untersagte und sie verpflichtete, ständig eine Messingmarke zur persönlichen Identifizierung zu tragen. Darüber hinaus durften sie nur noch in speziell freigegebenen Regionen siedeln, die Stammesstrukturen wurden gezielt zerschlagen. Wichtigste Ziele dieser Verordnung waren die möglichst effektive Ausbeutung der Arbeitskraft der Einheimischen sowie ihre „Disziplinierung“.
Als weitere wirtschaftliche Initiativen ließ Lindequist das Karakulschaf ansiedeln und führte den Ausbau von Eisenbahnlinien durch afrikanische Zwangsarbeiter weiter. Auch der innere Ausbau der Verwaltungs- und Gesellschaftsstrukturen in Deutsch-Südwestafrika ging unter Lindequist voran. So wurden eine Landespolizei und mehrere Landwirtschaftsverbände gegründet.
Insgesamt erhielten die europäischen Siedler unter Lindequist durch den neu geschaffenen Gouverneurs-Rat ab Oktober 1906 gesteigerte Mitsprachemöglichkeiten in der Verwaltung der Kolonie.
Darüber hinaus wies Lindequist 1907 im Norden Namibias ein erstes Wildschutzgebiet aus, den Vorläufer des heutigen Etosha-Nationalparks.
Am 20. Mai 1908 schied Lindequist offiziell aus dem Amt aus. Angeblich gab er seinen Posten mit Hinweis auf die Ausrottungspolitik den Afrikanern gegenüber unter Protest zurück und wollte sich als Spargelbauer auf Gut Macherslust bei Eberswalde zurückziehen. „Dabei wird jedenfalls kein Blut vergossen, es sei denn ich schnitte mir in meinen eigenen Finger“, soll er gesagt haben. Von Oktober 1908 bis Februar 1909 unternahm er, teilweise begleitet von Karl Ebermaier, eine Forschungsreise durch Deutsch-Ostafrika, die Möglichkeiten zur Besiedelung mit Deutschen klären sollte. Während der Reise nahm er am 25. Dezember 1908 in Mkumbara an der Eröffnung der Strecke Mombo – Mkumbara, eines Teilstücks der Usambarabahn, teil.

## Spätes Wirken
Bereits 1907 wurde Lindequist zum Unterstaatssekretär im Reichskolonialamt ernannt. Die zeitliche Überschneidung mit seiner Funktion als Gouverneur ist heute unklar.
Am 10. Juni 1910 wurde er als Nachfolger von Bernhard Dernburg zum Staatssekretär und damit Leiter des Amtes ernannt. Am 3. November 1911 trat Lindequist aus Protest gegen den deutsch-französischen Marokko-Kongo-Vertrag zurück.
Im Ersten Weltkrieg war der ehemalige Kolonialbeamte „Generaldelegierter der freiwilligen Krankenpflege im Osten“.
Von 1914 bis 1933 war Lindequist stellvertretender Vorsitzender der Deutschen Kolonialgesellschaft. Zwischen 1920 und 1934 amtierte Lindequist als Präsident des Deutschen Flottenvereins und führte ihn durch die schwierigen Jahre der Weimarer Republik, in denen der im Wilhelminischen Kaiserreich einflussreiche Verein zunehmend in der Bedeutungslosigkeit verschwand und auf ein knappes Zehntel seiner ursprünglichen Mitgliederzahl schrumpfte.
1917 beteiligte sich von Lindequist an der Gründung der Vaterlandspartei; in der Weimarer Republik und im Dritten Reich wurde er daraufhin zu einem wichtigen Repräsentanten der vaterländischen Rechten und des Kolonialrevisionismus. Im Dritten Reich gehörte er dem „Kolonialrat“ des Reichskolonialbundes sowie als Vorsitzender der Generalreferenten dem von Hitler geschaffenen Kolonialpolitischen Amt an.
Lindequist hatte großes Interesse an der protestantischen Mission und war Mitglied diverser Missionsorganisationen und kann als Mediator zwischen Mission und NS-Regierung gesehen werden. Er war Vorsitzender der Verwaltungsrates der Deutschen Evangelischen Missions-Hilfe. In dieser Funktion stand er in engem Austausch zu Walter Freytag, der in und nach der NS-Zeit wichtiger Missions-Lobbyist und später Professor für Missionswissenschaft war. Freytag fragte bei wichtigen Entscheidungen immer zunächst Lindequist um Rat, wie ein sehr ausführlicher Briefwechsel belegt.

## Ehrungen
In Namibia sind die unmittelbar am Tintenpalast, dem namibischen Parlament, vorbeiführende Straße und der östliche Zugang zum Etosha-Nationalpark nach ihm benannt. In der deutschen Gemeinde Sellin (Insel Rügen) trägt der Weg, der zu der von ihm erbauten Villa Haus Lindequist führt, seinen Namen.

## Familie
Lindequist heiratete am 20. August 1909 in Neu-Buckow Helene Esther Dorothea von Heydebreck (* 3. September 1877; † 1945). Das Paar hatte mehrere Kinder:
- Fritz-Olof († 18. August 1910)
- Annalene (* 11. August 1910)